# 아이셔 커리
아예샤 커리(Ayesha Curry, 1989년 3월 23일 ~ )는 캐나다, 미국의 배우, 작가, 사업가, 요리사이다.

## 가족
- 시아버지: 델 커리 (Wardell Stephen "Dell" Curry)
- 시어머니: 소냐 커리(Sonya Curry)
- 남편 : 스테픈 커리(Stephen Curry)
- 시동생 : 세스 커리(Seth Curry) , 시델 커리(Sydel Curry)
- 동서 : 캘리 리버스 (Kelly Rivers)
- 자식: 라일리 커리(Riley Curry), 라이언 카슨 커리(Ryan Carson Curry), 캐논 W. 잭 커리(Canon W. Jack Curry)